# Gerrit Blaauw
Gerrit Anne (Gerry) Blaauw (17 de julho de 1924) foi um cientista da computação neerlandês, conhecido como um dos principais projetistas do IBM System/360, com Fred Brooks, Gene Amdahl e outros.